# Шамери (Лоар и Шер)
Шамери (фр. Chémery) насеље је и општина у централној Француској у региону Центар (регион), у департману Лоар и Шер која припада префектури Блоа.
По подацима из 2011. године у општини је живело 971 становника, а густина насељености је износила 28,43 становника/km². Општина се простире на површини од 34,16 km². Налази се на средњој надморској висини од 90 метара (максималној 136 m, а минималној 84 m).

## Демографија
| 1962. | 1968. | 1975. | 1982. | 1990. | 1999. | 2011. |
| ----- | ----- | ----- | ----- | ----- | ----- | ----- |
| 1.021 | 1.047 | 1.011 | 921   | 875   | 849   | 971   |

График промене броја становника у току последњих година